# Liste des empereurs légendaires du Japon de la Préhistoire
Cette liste parle des empereurs légendaires du Japon pendant la Préhistoire

## Préhistoire
| Rang                  | Nom de règne                   | Kanji                          | Dates de vie                   | Dates de règne | Notes                                                                   |
| --------------------- | ------------------------------ | ------------------------------ | ------------------------------ | -------------- | ----------------------------------------------------------------------- |
| Empereurs légendaires |                                |                                |                                |                |                                                                         |
| 1                     | Jinmu                          | 神武天皇                       | -711 -585                      | -660 -585      | Légendaire, descendant d'Amaterasu.                                     |
| 2                     | Suizei                         | 綏靖天皇                       | -632 -549                      | -581 -549      | Légendaire.                                                             |
| 3                     | Annei                          | 安寧天皇                       | -567 -511                      | -549 -511      | Légendaire.                                                             |
| 4                     | Itoku                          | 懿徳天皇                       | -554 -477                      | -510 -477      | Légendaire.                                                             |
| 5                     | Kōshō                          | 孝昭天皇                       | -506 -393                      | -475 -393      | Légendaire.                                                             |
| 6                     | Kōan                           | 孝安天皇                       | -427 -291                      | -392 -291      | Légendaire.                                                             |
| 7                     | Kōrei                          | 孝霊天皇                       | -342 -215                      | -290 -215      | Légendaire.                                                             |
| 8                     | Kōgen                          | 孝元天皇                       | -273 -158                      | -214 -158      | Légendaire.                                                             |
| 9                     | Kaika                          | 開化天皇                       | -208 -98                       | -157 -98       | Légendaire.                                                             |
| 10                    | Sujin                          | 崇神天皇                       | -149 -30                       | -97 -30        | Légendaire.                                                             |
| 11                    | Suinin                         | 垂仁天皇                       | -70 +70                        | -29 +70        | Légendaire.                                                             |
| 12                    | Keikō                          | 景行天皇                       | 12 - 130                       | 71 - 130       | Légendaire.                                                             |
| 13                    | Seimu                          | 成務天皇                       | 83 - 191                       | 131 - 191      | Légendaire.                                                             |
| 14                    | Chūai                          | 仲哀天皇                       | 149-200                        | 192-200        | Légendaire.                                                             |
|                       | Interrègne                     | Interrègne                     | Interrègne                     | 200-209        |                                                                         |
|                       | Régence de l'impératrice Jingū | Régence de l'impératrice Jingū | Régence de l'impératrice Jingū | 209-269        | Mythique ; retirée de la liste officielle par l'empereur Meiji en 1870. |
| 15                    | Ōjin                           | 応神天皇                       | 201-310                        | 270-310        | Premier empereur historique, déifié en tant que Hachiman.               |
| 16                    | Nintoku                        | 仁徳天皇                       | 290 - 399                      | 313 - 399      | Son fils. Dates probablement inexactes.                                 |